# Lista di asteroidi (164001-165000)
Di seguito una lista di asteroidi dal numero 164001 al 165000 con data di scoperta e scopritore.

## 164001-164100
| Nome           | Designazione provvisoria | Data di scoperta | Scopritore     |
| -------------- | ------------------------ | ---------------- | -------------- |
| 164001 -       | 2003 UP170               | 22 ottobre 2003  | Spacewatch     |
| 164002 -       | 2003 UU172               | 20 ottobre 2003  | LINEAR         |
| 164003 -       | 2003 UE174               | 21 ottobre 2003  | Spacewatch     |
| 164004 -       | 2003 UR174               | 21 ottobre 2003  | Spacewatch     |
| 164005 -       | 2003 US185               | 21 ottobre 2003  | Spacewatch     |
| 164006 Thierry | 2003 UT185               | 21 ottobre 2003  | Christophe, B. |
| 164007 -       | 2003 UW186               | 22 ottobre 2003  | LINEAR         |
| 164008 -       | 2003 UJ189               | 22 ottobre 2003  | Spacewatch     |
| 164009 -       | 2003 UZ189               | 22 ottobre 2003  | Spacewatch     |
| 164010 -       | 2003 UV192               | 20 ottobre 2003  | Spacewatch     |
| 164011 -       | 2003 UX194               | 20 ottobre 2003  | NEAT           |
| 164012 -       | 2003 UL197               | 21 ottobre 2003  | Spacewatch     |
| 164013 -       | 2003 UT197               | 21 ottobre 2003  | LONEOS         |
| 164014 -       | 2003 UO200               | 21 ottobre 2003  | LINEAR         |
| 164015 -       | 2003 UC203               | 21 ottobre 2003  | Spacewatch     |
| 164016 -       | 2003 UK204               | 21 ottobre 2003  | Spacewatch     |
| 164017 -       | 2003 UL206               | 22 ottobre 2003  | LINEAR         |
| 164018 -       | 2003 UP207               | 22 ottobre 2003  | LINEAR         |
| 164019 -       | 2003 UR208               | 22 ottobre 2003  | Spacewatch     |
| 164020 -       | 2003 UC219               | 21 ottobre 2003  | LINEAR         |
| 164021 -       | 2003 UQ220               | 21 ottobre 2003  | LONEOS         |
| 164022 -       | 2003 UA222               | 22 ottobre 2003  | LINEAR         |
| 164023 -       | 2003 UZ222               | 22 ottobre 2003  | LINEAR         |
| 164024 -       | 2003 UZ224               | 22 ottobre 2003  | LINEAR         |
| 164025 -       | 2003 UH226               | 22 ottobre 2003  | Spacewatch     |
| 164026 -       | 2003 UT227               | 23 ottobre 2003  | Spacewatch     |
| 164027 -       | 2003 UY232               | 24 ottobre 2003  | LINEAR         |
| 164028 -       | 2003 UA241               | 24 ottobre 2003  | Spacewatch     |
| 164029 -       | 2003 UA244               | 24 ottobre 2003  | LINEAR         |
| 164030 -       | 2003 UJ245               | 24 ottobre 2003  | LINEAR         |
| 164031 -       | 2003 UQ247               | 24 ottobre 2003  | LINEAR         |
| 164032 -       | 2003 UR249               | 25 ottobre 2003  | LINEAR         |
| 164033 -       | 2003 UC251               | 25 ottobre 2003  | LINEAR         |
| 164034 -       | 2003 UX252               | 26 ottobre 2003  | Spacewatch     |
| 164035 -       | 2003 UH254               | 24 ottobre 2003  | Spacewatch     |
| 164036 -       | 2003 UZ255               | 25 ottobre 2003  | LINEAR         |
| 164037 -       | 2003 UP257               | 25 ottobre 2003  | LINEAR         |
| 164038 -       | 2003 UP264               | 27 ottobre 2003  | LINEAR         |
| 164039 -       | 2003 UE265               | 27 ottobre 2003  | LINEAR         |
| 164040 -       | 2003 UQ265               | 27 ottobre 2003  | Spacewatch     |
| 164041 -       | 2003 UF266               | 28 ottobre 2003  | LINEAR         |
| 164042 -       | 2003 UO269               | 29 ottobre 2003  | CSS            |
| 164043 -       | 2003 UM278               | 25 ottobre 2003  | LINEAR         |
| 164044 -       | 2003 US279               | 27 ottobre 2003  | Spacewatch     |
| 164045 -       | 2003 UC283               | 29 ottobre 2003  | LONEOS         |
| 164046 -       | 2003 UW283               | 30 ottobre 2003  | LINEAR         |
| 164047 -       | 2003 UL296               | 16 ottobre 2003  | Spacewatch     |
| 164048 -       | 2003 UO298               | 16 ottobre 2003  | Spacewatch     |
| 164049 -       | 2003 UC302               | 17 ottobre 2003  | Spacewatch     |
| 164050 -       | 2003 UO307               | 18 ottobre 2003  | Spacewatch     |
| 164051 -       | 2003 UL314               | 19 ottobre 2003  | Spacewatch     |
| 164052 -       | 2003 VC5                 | 15 novembre 2003 | Spacewatch     |
| 164053 -       | 2003 VP5                 | 15 novembre 2003 | Spacewatch     |
| 164054 -       | 2003 VH6                 | 14 novembre 2003 | NEAT           |
| 164055 -       | 2003 VL8                 | 15 novembre 2003 | NEAT           |
| 164056 -       | 2003 VO10                | 15 novembre 2003 | Spacewatch     |
| 164057 -       | 2003 WR10                | 18 novembre 2003 | Spacewatch     |
| 164058 -       | 2003 WV11                | 18 novembre 2003 | NEAT           |
| 164059 -       | 2003 WH13                | 16 novembre 2003 | CSS            |
| 164060 -       | 2003 WV16                | 18 novembre 2003 | NEAT           |
| 164061 -       | 2003 WF29                | 18 novembre 2003 | Spacewatch     |
| 164062 -       | 2003 WL38                | 19 novembre 2003 | LINEAR         |
| 164063 -       | 2003 WP40                | 19 novembre 2003 | Spacewatch     |
| 164064 -       | 2003 WY46                | 18 novembre 2003 | NEAT           |
| 164065 -       | 2003 WN50                | 19 novembre 2003 | LINEAR         |
| 164066 -       | 2003 WY55                | 20 novembre 2003 | LINEAR         |
| 164067 -       | 2003 WH65                | 19 novembre 2003 | Spacewatch     |
| 164068 -       | 2003 WJ66                | 19 novembre 2003 | LINEAR         |
| 164069 -       | 2003 WK69                | 19 novembre 2003 | Spacewatch     |
| 164070 -       | 2003 WV70                | 20 novembre 2003 | NEAT           |
| 164071 -       | 2003 WT80                | 20 novembre 2003 | CSS            |
| 164072 -       | 2003 WS81                | 18 novembre 2003 | NEAT           |
| 164073 -       | 2003 WR84                | 19 novembre 2003 | CSS            |
| 164074 -       | 2003 WD86                | 21 novembre 2003 | NEAT           |
| 164075 -       | 2003 WU87                | 22 novembre 2003 | LINEAR         |
| 164076 -       | 2003 WE89                | 16 novembre 2003 | CSS            |
| 164077 -       | 2003 WP91                | 18 novembre 2003 | Spacewatch     |
| 164078 -       | 2003 WK94                | 19 novembre 2003 | LONEOS         |
| 164079 -       | 2003 WS94                | 19 novembre 2003 | LONEOS         |
| 164080 -       | 2003 WJ96                | 19 novembre 2003 | LONEOS         |
| 164081 -       | 2003 WB97                | 19 novembre 2003 | LONEOS         |
| 164082 -       | 2003 WX102               | 21 novembre 2003 | LINEAR         |
| 164083 -       | 2003 WU103               | 21 novembre 2003 | LINEAR         |
| 164084 -       | 2003 WR121               | 20 novembre 2003 | LINEAR         |
| 164085 -       | 2003 WD122               | 20 novembre 2003 | Spacewatch     |
| 164086 -       | 2003 WM122               | 20 novembre 2003 | LINEAR         |
| 164087 -       | 2003 WU122               | 20 novembre 2003 | LINEAR         |
| 164088 -       | 2003 WQ125               | 20 novembre 2003 | LINEAR         |
| 164089 -       | 2003 WV126               | 20 novembre 2003 | LINEAR         |
| 164090 -       | 2003 WF132               | 19 novembre 2003 | Spacewatch     |
| 164091 -       | 2003 WY134               | 21 novembre 2003 | LINEAR         |
| 164092 -       | 2003 WX136               | 21 novembre 2003 | LINEAR         |
| 164093 -       | 2003 WF142               | 21 novembre 2003 | LINEAR         |
| 164094 -       | 2003 WT142               | 21 novembre 2003 | NEAT           |
| 164095 -       | 2003 WS144               | 21 novembre 2003 | LINEAR         |
| 164096 -       | 2003 WZ155               | 29 novembre 2003 | LINEAR         |
| 164097 -       | 2003 WU156               | 29 novembre 2003 | Spacewatch     |
| 164098 -       | 2003 WX161               | 30 novembre 2003 | LINEAR         |
| 164099 -       | 2003 WE163               | 30 novembre 2003 | Spacewatch     |
| 164100 -       | 2003 WV166               | 18 novembre 2003 | NEAT           |

## 164101-164200
| Nome              | Designazione provvisoria | Data di scoperta | Scopritore      |
| ----------------- | ------------------------ | ---------------- | --------------- |
| 164101 -          | 2003 WD168               | 19 novembre 2003 | Spacewatch      |
| 164102 -          | 2003 WY175               | 19 novembre 2003 | Spacewatch      |
| 164103 -          | 2003 XG5                 | 1 dicembre 2003  | Spacewatch      |
| 164104 -          | 2003 XF9                 | 4 dicembre 2003  | LINEAR          |
| 164105 -          | 2003 XT9                 | 4 dicembre 2003  | LINEAR          |
| 164106 -          | 2003 XQ10                | 11 dicembre 2003 | LINEAR          |
| 164107 -          | 2003 XU11                | 13 dicembre 2003 | LINEAR          |
| 164108 -          | 2003 XW11                | 13 dicembre 2003 | NEAT            |
| 164109 -          | 2003 XF13                | 14 dicembre 2003 | Spacewatch      |
| 164110 -          | 2003 XM16                | 14 dicembre 2003 | NEAT            |
| 164111 -          | 2003 XQ17                | 15 dicembre 2003 | Spacewatch      |
| 164112 -          | 2003 XJ19                | 14 dicembre 2003 | Spacewatch      |
| 164113 -          | 2003 XT21                | 15 dicembre 2003 | LINEAR          |
| 164114 -          | 2003 XR27                | 1 dicembre 2003  | LINEAR          |
| 164115 -          | 2003 XC33                | 1 dicembre 2003  | Spacewatch      |
| 164116 -          | 2003 XP33                | 1 dicembre 2003  | Spacewatch      |
| 164117 -          | 2003 XL36                | 3 dicembre 2003  | LINEAR          |
| 164118 -          | 2003 XY37                | 4 dicembre 2003  | LINEAR          |
| 164119 -          | 2003 XF40                | 14 dicembre 2003 | Spacewatch      |
| 164120 -          | 2003 YK                  | 17 dicembre 2003 | LINEAR          |
| 164121 -          | 2003 YT1                 | 18 dicembre 2003 | CSS             |
| 164122 -          | 2003 YY3                 | 16 dicembre 2003 | CSS             |
| 164123 -          | 2003 YG5                 | 16 dicembre 2003 | CSS             |
| 164124 -          | 2003 YD10                | 17 dicembre 2003 | LINEAR          |
| 164125 -          | 2003 YZ10                | 17 dicembre 2003 | LINEAR          |
| 164126 -          | 2003 YV13                | 17 dicembre 2003 | CSS             |
| 164127 -          | 2003 YO14                | 17 dicembre 2003 | LINEAR          |
| 164128 -          | 2003 YM16                | 17 dicembre 2003 | LONEOS          |
| 164129 -          | 2003 YB21                | 17 dicembre 2003 | Spacewatch      |
| 164130 Jonckheere | 2003 YY21                | 18 dicembre 2003 | Uccle           |
| 164131 -          | 2003 YL43                | 19 dicembre 2003 | LINEAR          |
| 164132 -          | 2003 YU45                | 17 dicembre 2003 | LINEAR          |
| 164133 -          | 2003 YS48                | 18 dicembre 2003 | LINEAR          |
| 164134 -          | 2003 YY48                | 18 dicembre 2003 | LINEAR          |
| 164135 -          | 2003 YU58                | 19 dicembre 2003 | LINEAR          |
| 164136 -          | 2003 YY69                | 21 dicembre 2003 | LINEAR          |
| 164137 -          | 2003 YS78                | 18 dicembre 2003 | LINEAR          |
| 164138 -          | 2003 YE81                | 18 dicembre 2003 | LINEAR          |
| 164139 -          | 2003 YC84                | 19 dicembre 2003 | LINEAR          |
| 164140 -          | 2003 YM85                | 19 dicembre 2003 | LINEAR          |
| 164141 -          | 2003 YP87                | 19 dicembre 2003 | LINEAR          |
| 164142 -          | 2003 YB91                | 20 dicembre 2003 | LINEAR          |
| 164143 -          | 2003 YG91                | 20 dicembre 2003 | LINEAR          |
| 164144 -          | 2003 YF96                | 19 dicembre 2003 | LINEAR          |
| 164145 -          | 2003 YG104               | 21 dicembre 2003 | LINEAR          |
| 164146 -          | 2003 YQ106               | 22 dicembre 2003 | LINEAR          |
| 164147 -          | 2003 YR108               | 22 dicembre 2003 | NEAT            |
| 164148 -          | 2003 YZ110               | 22 dicembre 2003 | Spacewatch      |
| 164149 -          | 2003 YL114               | 25 dicembre 2003 | NEAT            |
| 164150 -          | 2003 YF119               | 27 dicembre 2003 | LINEAR          |
| 164151 -          | 2003 YM125               | 27 dicembre 2003 | LINEAR          |
| 164152 -          | 2003 YP126               | 27 dicembre 2003 | LINEAR          |
| 164153 -          | 2003 YS128               | 27 dicembre 2003 | LINEAR          |
| 164154 -          | 2003 YE129               | 27 dicembre 2003 | LINEAR          |
| 164155 -          | 2003 YS133               | 28 dicembre 2003 | LINEAR          |
| 164156 -          | 2003 YD142               | 28 dicembre 2003 | LINEAR          |
| 164157 -          | 2003 YY142               | 28 dicembre 2003 | LINEAR          |
| 164158 -          | 2003 YE144               | 28 dicembre 2003 | LINEAR          |
| 164159 -          | 2003 YY151               | 29 dicembre 2003 | LINEAR          |
| 164160 -          | 2003 YL153               | 29 dicembre 2003 | LINEAR          |
| 164161 -          | 2003 YW154               | 30 dicembre 2003 | LINEAR          |
| 164162 -          | 2003 YY154               | 30 dicembre 2003 | LINEAR          |
| 164163 -          | 2003 YS155               | 26 dicembre 2003 | NEAT            |
| 164164 -          | 2003 YK166               | 17 dicembre 2003 | Spacewatch      |
| 164165 -          | 2004 AC4                 | 13 gennaio 2004  | LONEOS          |
| 164166 -          | 2004 AQ5                 | 13 gennaio 2004  | LONEOS          |
| 164167 -          | 2004 AJ7                 | 13 gennaio 2004  | NEAT            |
| 164168 -          | 2004 AP8                 | 14 gennaio 2004  | NEAT            |
| 164169 -          | 2004 AK25                | 12 gennaio 2004  | NEAT            |
| 164170 -          | 2004 AS25                | 12 gennaio 2004  | NEAT            |
| 164171 -          | 2004 AP26                | 13 gennaio 2004  | LONEOS          |
| 164172 -          | 2004 BY5                 | 16 gennaio 2004  | Spacewatch      |
| 164173 -          | 2004 BM10                | 17 gennaio 2004  | Spacewatch      |
| 164174 -          | 2004 BM17                | 18 gennaio 2004  | Spacewatch      |
| 164175 -          | 2004 BO37                | 19 gennaio 2004  | Spacewatch      |
| 164176 -          | 2004 BE46                | 21 gennaio 2004  | LINEAR          |
| 164177 -          | 2004 BM46                | 21 gennaio 2004  | LINEAR          |
| 164178 -          | 2004 BP48                | 21 gennaio 2004  | LINEAR          |
| 164179 -          | 2004 BA49                | 21 gennaio 2004  | LINEAR          |
| 164180 -          | 2004 BD52                | 21 gennaio 2004  | LINEAR          |
| 164181 -          | 2004 BJ52                | 21 gennaio 2004  | LINEAR          |
| 164182 -          | 2004 BM52                | 21 gennaio 2004  | LINEAR          |
| 164183 -          | 2004 BG59                | 23 gennaio 2004  | LINEAR          |
| 164184 -          | 2004 BF68                | 27 gennaio 2004  | LINEAR          |
| 164185 -          | 2004 BD69                | 20 gennaio 2004  | McClusky, J. V. |
| 164186 -          | 2004 BP70                | 22 gennaio 2004  | LINEAR          |
| 164187 -          | 2004 BR70                | 22 gennaio 2004  | LINEAR          |
| 164188 -          | 2004 BB74                | 24 gennaio 2004  | LINEAR          |
| 164189 -          | 2004 BQ76                | 25 gennaio 2004  | NEAT            |
| 164190 -          | 2004 BD80                | 24 gennaio 2004  | LINEAR          |
| 164191 -          | 2004 BD94                | 28 gennaio 2004  | NEAT            |
| 164192 -          | 2004 BP105               | 25 gennaio 2004  | NEAT            |
| 164193 -          | 2004 BM146               | 22 gennaio 2004  | LINEAR          |
| 164194 -          | 2004 BM151               | 18 gennaio 2004  | NEAT            |
| 164195 -          | 2004 CT13                | 11 febbraio 2004 | NEAT            |
| 164196 -          | 2004 CF52                | 14 febbraio 2004 | LINEAR          |
| 164197 -          | 2004 CQ68                | 11 febbraio 2004 | NEAT            |
| 164198 -          | 2004 CN74                | 11 febbraio 2004 | NEAT            |
| 164199 -          | 2004 CP80                | 11 febbraio 2004 | NEAT            |
| 164200 -          | 2004 DK29                | 17 febbraio 2004 | Spacewatch      |

## 164201-164300
| Nome               | Designazione provvisoria | Data di scoperta  | Scopritore           |
| ------------------ | ------------------------ | ----------------- | -------------------- |
| 164201 -           | 2004 EC                  | 10 marzo 2004     | LINEAR               |
| 164202 -           | 2004 EW                  | 13 marzo 2004     | CSS                  |
| 164203 -           | 2004 ED11                | 15 marzo 2004     | LINEAR               |
| 164204 -           | 2004 EK45                | 15 marzo 2004     | Spacewatch           |
| 164205 -           | 2004 EE51                | 14 marzo 2004     | Spacewatch           |
| 164206 -           | 2004 FN18                | 27 marzo 2004     | LINEAR               |
| 164207 Cardea      | 2004 GU9                 | 13 aprile 2004    | LINEAR               |
| 164208 -           | 2004 HB27                | 20 aprile 2004    | LINEAR               |
| 164209 -           | 2004 HD57                | 27 aprile 2004    | LINEAR               |
| 164210 -           | 2004 JH21                | 9 maggio 2004     | Spacewatch           |
| 164211 -           | 2004 JA27                | 15 maggio 2004    | LINEAR               |
| 164212 -           | 2004 JB48                | 13 maggio 2004    | Spacewatch           |
| 164213 -           | 2004 LS2                 | 11 giugno 2004    | LINEAR               |
| 164214 -           | 2004 LZ11                | 14 giugno 2004    | LINEAR               |
| 164215 Doloreshill | 2004 MF6                 | 25 giugno 2004    | CSS                  |
| 164216 -           | 2004 OT11                | 27 luglio 2004    | LINEAR               |
| 164217 -           | 2004 PT42                | 11 agosto 2004    | Siding Spring Survey |
| 164218 -           | 2004 PX84                | 10 agosto 2004    | LINEAR               |
| 164219 -           | 2004 QK3                 | 21 agosto 2004    | Broughton, J.        |
| 164220 -           | 2004 QW16                | 25 agosto 2004    | LINEAR               |
| 164221 -           | 2004 QE20                | 26 agosto 2004    | LONEOS               |
| 164222 -           | 2004 RN9                 | 7 settembre 2004  | LINEAR               |
| 164223 -           | 2004 RV80                | 8 settembre 2004  | LINEAR               |
| 164224 -           | 2004 RY182               | 10 settembre 2004 | LINEAR               |
| 164225 -           | 2004 RV194               | 10 settembre 2004 | LINEAR               |
| 164226 -           | 2004 RD199               | 10 settembre 2004 | LINEAR               |
| 164227 -           | 2004 RE228               | 9 settembre 2004  | Spacewatch           |
| 164228 -           | 2004 RC229               | 9 settembre 2004  | Spacewatch           |
| 164229 -           | 2004 RB308               | 13 settembre 2004 | LINEAR               |
| 164230 -           | 2004 RD314               | 15 settembre 2004 | Spacewatch           |
| 164231 -           | 2004 RC335               | 15 settembre 2004 | LONEOS               |
| 164232 -           | 2004 SB23                | 17 settembre 2004 | Spacewatch           |
| 164233 -           | 2004 SX53                | 22 settembre 2004 | Tucker, R. A.        |
| 164234 -           | 2004 TJ5                 | 4 ottobre 2004    | Spacewatch           |
| 164235 -           | 2004 TQ15                | 9 ottobre 2004    | Spacewatch           |
| 164236 -           | 2004 TW20                | 11 ottobre 2004   | Spacewatch           |
| 164237 -           | 2004 TZ20                | 11 ottobre 2004   | Spacewatch           |
| 164238 -           | 2004 TM28                | 4 ottobre 2004    | Spacewatch           |
| 164239 -           | 2004 TL35                | 4 ottobre 2004    | Spacewatch           |
| 164240 -           | 2004 TO44                | 4 ottobre 2004    | Spacewatch           |
| 164241 -           | 2004 TF46                | 4 ottobre 2004    | Spacewatch           |
| 164242 -           | 2004 TV51                | 4 ottobre 2004    | Spacewatch           |
| 164243 -           | 2004 TX101               | 6 ottobre 2004    | Spacewatch           |
| 164244 -           | 2004 TC103               | 6 ottobre 2004    | NEAT                 |
| 164245 -           | 2004 TV110               | 7 ottobre 2004    | Spacewatch           |
| 164246 -           | 2004 TV113               | 7 ottobre 2004    | NEAT                 |
| 164247 -           | 2004 TP133               | 7 ottobre 2004    | LONEOS               |
| 164248 -           | 2004 TS133               | 7 ottobre 2004    | NEAT                 |
| 164249 -           | 2004 TK138               | 9 ottobre 2004    | LONEOS               |
| 164250 -           | 2004 TW148               | 6 ottobre 2004    | Spacewatch           |
| 164251 -           | 2004 TT169               | 7 ottobre 2004    | LINEAR               |
| 164252 -           | 2004 TQ216               | 15 ottobre 2004   | LONEOS               |
| 164253 -           | 2004 TU232               | 8 ottobre 2004    | Spacewatch           |
| 164254 -           | 2004 TF238               | 9 ottobre 2004    | Spacewatch           |
| 164255 -           | 2004 TW261               | 9 ottobre 2004    | LINEAR               |
| 164256 -           | 2004 TQ262               | 9 ottobre 2004    | LINEAR               |
| 164257 -           | 2004 TD277               | 9 ottobre 2004    | Spacewatch           |
| 164258 -           | 2004 TF278               | 9 ottobre 2004    | Spacewatch           |
| 164259 -           | 2004 TH283               | 7 ottobre 2004    | NEAT                 |
| 164260 -           | 2004 TW316               | 11 ottobre 2004   | Spacewatch           |
| 164261 -           | 2004 TV330               | 9 ottobre 2004    | LINEAR               |
| 164262 -           | 2004 TZ332               | 9 ottobre 2004    | Spacewatch           |
| 164263 -           | 2004 UW4                 | 16 ottobre 2004   | LINEAR               |
| 164264 -           | 2004 UU7                 | 21 ottobre 2004   | LINEAR               |
| 164265 -           | 2004 VO                  | 2 novembre 2004   | Yeung, W. K. Y.      |
| 164266 -           | 2004 VK5                 | 3 novembre 2004   | LONEOS               |
| 164267 -           | 2004 VC27                | 4 novembre 2004   | CSS                  |
| 164268 Hajmási     | 2004 VV69                | 11 novembre 2004  | Sárneczky, K.        |
| 164269 -           | 2004 WS8                 | 19 novembre 2004  | LINEAR               |
| 164270 -           | 2004 XR1                 | 1 dicembre 2004   | CSS                  |
| 164271 -           | 2004 XG4                 | 2 dicembre 2004   | LINEAR               |
| 164272 -           | 2004 XM7                 | 2 dicembre 2004   | NEAT                 |
| 164273 -           | 2004 XO16                | 8 dicembre 2004   | LINEAR               |
| 164274 -           | 2004 XM17                | 3 dicembre 2004   | Spacewatch           |
| 164275 -           | 2004 XJ19                | 8 dicembre 2004   | LINEAR               |
| 164276 -           | 2004 XG24                | 9 dicembre 2004   | CSS                  |
| 164277 -           | 2004 XK30                | 10 dicembre 2004  | CINEOS               |
| 164278 -           | 2004 XF33                | 10 dicembre 2004  | LINEAR               |
| 164279 -           | 2004 XV42                | 9 dicembre 2004   | CSS                  |
| 164280 -           | 2004 XX58                | 10 dicembre 2004  | Spacewatch           |
| 164281 -           | 2004 XF71                | 11 dicembre 2004  | Crni Vrh             |
| 164282 -           | 2004 XZ71                | 13 dicembre 2004  | LONEOS               |
| 164283 -           | 2004 XU74                | 9 dicembre 2004   | LINEAR               |
| 164284 -           | 2004 XH75                | 9 dicembre 2004   | Spacewatch           |
| 164285 -           | 2004 XF82                | 11 dicembre 2004  | Spacewatch           |
| 164286 -           | 2004 XO86                | 13 dicembre 2004  | Spacewatch           |
| 164287 -           | 2004 XJ87                | 9 dicembre 2004   | CSS                  |
| 164288 -           | 2004 XA93                | 11 dicembre 2004  | LINEAR               |
| 164289 -           | 2004 XJ97                | 11 dicembre 2004  | Spacewatch           |
| 164290 -           | 2004 XY106               | 11 dicembre 2004  | LINEAR               |
| 164291 -           | 2004 XK108               | 11 dicembre 2004  | LINEAR               |
| 164292 -           | 2004 XN121               | 14 dicembre 2004  | CSS                  |
| 164293 -           | 2004 XO124               | 10 dicembre 2004  | LINEAR               |
| 164294 -           | 2004 XZ130               | 13 dicembre 2004  | Tholen, D. J.        |
| 164295 -           | 2004 XA131               | 9 dicembre 2004   | CSS                  |
| 164296 -           | 2004 XD131               | 11 dicembre 2004  | Spacewatch           |
| 164297 -           | 2004 XN140               | 13 dicembre 2004  | Spacewatch           |
| 164298 -           | 2004 XY181               | 15 dicembre 2004  | LINEAR               |
| 164299 -           | 2004 XP186               | 15 dicembre 2004  | LINEAR               |
| 164300 -           | 2004 YN16                | 18 dicembre 2004  | Mt. Lemmon Survey    |

## 164301-164400
| Nome     | Designazione provvisoria | Data di scoperta | Scopritore        |
| -------- | ------------------------ | ---------------- | ----------------- |
| 164301 - | 2004 YY20                | 18 dicembre 2004 | Mt. Lemmon Survey |
| 164302 - | 2004 YH21                | 18 dicembre 2004 | Mt. Lemmon Survey |
| 164303 - | 2004 YE25                | 18 dicembre 2004 | Mt. Lemmon Survey |
| 164304 - | 2005 AR4                 | 6 gennaio 2005   | CSS               |
| 164305 - | 2005 AR10                | 6 gennaio 2005   | CSS               |
| 164306 - | 2005 AC11                | 8 gennaio 2005   | Lowe, A.          |
| 164307 - | 2005 AJ11                | 1 gennaio 2005   | CSS               |
| 164308 - | 2005 AE12                | 6 gennaio 2005   | CSS               |
| 164309 - | 2005 AL20                | 6 gennaio 2005   | LINEAR            |
| 164310 - | 2005 AW20                | 6 gennaio 2005   | LINEAR            |
| 164311 - | 2005 AC21                | 6 gennaio 2005   | LINEAR            |
| 164312 - | 2005 AD22                | 6 gennaio 2005   | LINEAR            |
| 164313 - | 2005 AL23                | 7 gennaio 2005   | LINEAR            |
| 164314 - | 2005 AC26                | 11 gennaio 2005  | LINEAR            |
| 164315 - | 2005 AW29                | 8 gennaio 2005   | CINEOS            |
| 164316 - | 2005 AP32                | 11 gennaio 2005  | LINEAR            |
| 164317 - | 2005 AS35                | 13 gennaio 2005  | LINEAR            |
| 164318 - | 2005 AJ37                | 13 gennaio 2005  | LINEAR            |
| 164319 - | 2005 AJ40                | 15 gennaio 2005  | LINEAR            |
| 164320 - | 2005 AS41                | 15 gennaio 2005  | LINEAR            |
| 164321 - | 2005 AH43                | 15 gennaio 2005  | LINEAR            |
| 164322 - | 2005 AT43                | 15 gennaio 2005  | Spacewatch        |
| 164323 - | 2005 AS46                | 11 gennaio 2005  | LINEAR            |
| 164324 - | 2005 AU47                | 13 gennaio 2005  | Spacewatch        |
| 164325 - | 2005 AJ48                | 13 gennaio 2005  | Spacewatch        |
| 164326 - | 2005 AJ49                | 13 gennaio 2005  | LINEAR            |
| 164327 - | 2005 AO49                | 13 gennaio 2005  | LINEAR            |
| 164328 - | 2005 AH54                | 13 gennaio 2005  | Spacewatch        |
| 164329 - | 2005 AE69                | 15 gennaio 2005  | LONEOS            |
| 164330 - | 2005 AG69                | 15 gennaio 2005  | LINEAR            |
| 164331 - | 2005 AV72                | 15 gennaio 2005  | Spacewatch        |
| 164332 - | 2005 AW79                | 15 gennaio 2005  | Spacewatch        |
| 164333 - | 2005 BF                  | 16 gennaio 2005  | Yeung, W. K. Y.   |
| 164334 - | 2005 BF2                 | 18 gennaio 2005  | Wolff, U.         |
| 164335 - | 2005 BR2                 | 16 gennaio 2005  | LINEAR            |
| 164336 - | 2005 BB11                | 16 gennaio 2005  | Spacewatch        |
| 164337 - | 2005 BR12                | 17 gennaio 2005  | LINEAR            |
| 164338 - | 2005 BN16                | 16 gennaio 2005  | LINEAR            |
| 164339 - | 2005 BO16                | 16 gennaio 2005  | LINEAR            |
| 164340 - | 2005 BF43                | 16 gennaio 2005  | Veillet, C.       |
| 164341 - | 2005 CO                  | 2 febbraio 2005  | LINEAR            |
| 164342 - | 2005 CP                  | 2 febbraio 2005  | LINEAR            |
| 164343 - | 2005 CU12                | 2 febbraio 2005  | Spacewatch        |
| 164344 - | 2005 CJ14                | 2 febbraio 2005  | Spacewatch        |
| 164345 - | 2005 CV15                | 2 febbraio 2005  | LINEAR            |
| 164346 - | 2005 CH31                | 1 febbraio 2005  | Spacewatch        |
| 164347 - | 2005 CN48                | 2 febbraio 2005  | CSS               |
| 164348 - | 2005 CP49                | 2 febbraio 2005  | CSS               |
| 164349 - | 2005 CO51                | 2 febbraio 2005  | CSS               |
| 164350 - | 2005 CU52                | 3 febbraio 2005  | LINEAR            |
| 164351 - | 2005 CA56                | 4 febbraio 2005  | Mt. Lemmon Survey |
| 164352 - | 2005 CW57                | 2 febbraio 2005  | CSS               |
| 164353 - | 2005 CH59                | 2 febbraio 2005  | LINEAR            |
| 164354 - | 2005 CG62                | 9 febbraio 2005  | LONEOS            |
| 164355 - | 2005 CQ65                | 9 febbraio 2005  | LINEAR            |
| 164356 - | 2005 CF73                | 1 febbraio 2005  | Spacewatch        |
| 164357 - | 2005 CN75                | 2 febbraio 2005  | Spacewatch        |
| 164358 - | 2005 DB                  | 16 febbraio 2005 | Sposetti, S.      |
| 164359 - | 2005 EC1                 | 2 marzo 2005     | Birtwhistle, P.   |
| 164360 - | 2005 EL2                 | 1 marzo 2005     | Sposetti, S.      |
| 164361 - | 2005 EV11                | 2 marzo 2005     | CSS               |
| 164362 - | 2005 EH13                | 3 marzo 2005     | Spacewatch        |
| 164363 - | 2005 EN14                | 3 marzo 2005     | Spacewatch        |
| 164364 - | 2005 EG23                | 3 marzo 2005     | CSS               |
| 164365 - | 2005 EO35                | 4 marzo 2005     | CSS               |
| 164366 - | 2005 EV40                | 1 marzo 2005     | LINEAR            |
| 164367 - | 2005 EB46                | 3 marzo 2005     | CSS               |
| 164368 - | 2005 EJ48                | 3 marzo 2005     | CSS               |
| 164369 - | 2005 ED49                | 3 marzo 2005     | CSS               |
| 164370 - | 2005 EZ49                | 3 marzo 2005     | CSS               |
| 164371 - | 2005 ET65                | 4 marzo 2005     | Mt. Lemmon Survey |
| 164372 - | 2005 EU67                | 4 marzo 2005     | Mt. Lemmon Survey |
| 164373 - | 2005 ED68                | 7 marzo 2005     | LINEAR            |
| 164374 - | 2005 EM97                | 3 marzo 2005     | CSS               |
| 164375 - | 2005 EM107               | 4 marzo 2005     | CSS               |
| 164376 - | 2005 ET113               | 4 marzo 2005     | CSS               |
| 164377 - | 2005 EM118               | 7 marzo 2005     | LINEAR            |
| 164378 - | 2005 EY124               | 8 marzo 2005     | Mt. Lemmon Survey |
| 164379 - | 2005 EE134               | 9 marzo 2005     | Mt. Lemmon Survey |
| 164380 - | 2005 EB148               | 10 marzo 2005    | Spacewatch        |
| 164381 - | 2005 EC168               | 11 marzo 2005    | Mt. Lemmon Survey |
| 164382 - | 2005 EQ182               | 9 marzo 2005     | LINEAR            |
| 164383 - | 2005 ES205               | 13 marzo 2005    | Spacewatch        |
| 164384 - | 2005 EJ210               | 4 marzo 2005     | Spacewatch        |
| 164385 - | 2005 EQ217               | 9 marzo 2005     | Mt. Lemmon Survey |
| 164386 - | 2005 EJ240               | 11 marzo 2005    | Spacewatch        |
| 164387 - | 2005 EY263               | 13 marzo 2005    | Spacewatch        |
| 164388 - | 2005 EG273               | 3 marzo 2005     | Spacewatch        |
| 164389 - | 2005 EL278               | 9 marzo 2005     | Mt. Lemmon Survey |
| 164390 - | 2005 EO289               | 9 marzo 2005     | CSS               |
| 164391 - | 2005 EG318               | 13 marzo 2005    | Mt. Lemmon Survey |
| 164392 - | 2005 FG5                 | 30 marzo 2005    | CSS               |
| 164393 - | 2005 GP1                 | 1 aprile 2005    | CSS               |
| 164394 - | 2005 GH2                 | 1 aprile 2005    | CSS               |
| 164395 - | 2005 GJ20                | 2 aprile 2005    | LONEOS            |
| 164396 - | 2005 GW38                | 4 aprile 2005    | CSS               |
| 164397 - | 2005 GK39                | 4 aprile 2005    | Mt. Lemmon Survey |
| 164398 - | 2005 GZ39                | 4 aprile 2005    | Mt. Lemmon Survey |
| 164399 - | 2005 GK45                | 5 aprile 2005    | NEAT              |
| 164400 - | 2005 GN59                | 7 aprile 2005    | Spacewatch        |

## 164401-164500
| Nome                 | Designazione provvisoria | Data di scoperta | Scopritore        |
| -------------------- | ------------------------ | ---------------- | ----------------- |
| 164401 -             | 2005 GU69                | 4 aprile 2005    | Spacewatch        |
| 164402 -             | 2005 GT104               | 10 aprile 2005   | Spacewatch        |
| 164403 -             | 2005 GR170               | 12 aprile 2005   | LINEAR            |
| 164404 -             | 2005 JJ158               | 6 maggio 2005    | CSS               |
| 164405 Fennell       | 2005 UK504               | 24 ottobre 2005  | Tholen, D. J.     |
| 164406 Akiyamatoshio | 2005 UV504               | 24 ottobre 2005  | Tholen, D. J.     |
| 164407 -             | 2005 YB207               | 27 dicembre 2005 | Mt. Lemmon Survey |
| 164408 -             | 2005 YA215               | 30 dicembre 2005 | CSS               |
| 164409 -             | 2005 YY237               | 28 dicembre 2005 | Mt. Lemmon Survey |
| 164410 -             | 2005 YT248               | 27 dicembre 2005 | Spacewatch        |
| 164411 -             | 2006 AP35                | 4 gennaio 2006   | Mt. Lemmon Survey |
| 164412 -             | 2006 AE71                | 6 gennaio 2006   | Spacewatch        |
| 164413 -             | 2006 AW75                | 4 gennaio 2006   | CSS               |
| 164414 -             | 2006 BK6                 | 19 gennaio 2006  | CSS               |
| 164415 -             | 2006 BC34                | 21 gennaio 2006  | Spacewatch        |
| 164416 -             | 2006 BA51                | 25 gennaio 2006  | CSS               |
| 164417 -             | 2006 BM57                | 23 gennaio 2006  | Spacewatch        |
| 164418 -             | 2006 BU90                | 26 gennaio 2006  | Spacewatch        |
| 164419 -             | 2006 BW94                | 26 gennaio 2006  | Spacewatch        |
| 164420 -             | 2006 BH97                | 26 gennaio 2006  | Spacewatch        |
| 164421 -             | 2006 BJ98                | 27 gennaio 2006  | Mt. Lemmon Survey |
| 164422 -             | 2006 BH123               | 26 gennaio 2006  | Spacewatch        |
| 164423 -             | 2006 BZ136               | 28 gennaio 2006  | Mt. Lemmon Survey |
| 164424 -             | 2006 BP138               | 28 gennaio 2006  | Mt. Lemmon Survey |
| 164425 -             | 2006 BH140               | 21 gennaio 2006  | Mt. Lemmon Survey |
| 164426 -             | 2006 BF183               | 27 gennaio 2006  | Mt. Lemmon Survey |
| 164427 -             | 2006 BZ190               | 28 gennaio 2006  | Spacewatch        |
| 164428 -             | 2006 BK241               | 31 gennaio 2006  | Spacewatch        |
| 164429 -             | 2006 BU261               | 31 gennaio 2006  | Spacewatch        |
| 164430 -             | 2006 BW267               | 26 gennaio 2006  | CSS               |
| 164431 -             | 2006 BL274               | 27 gennaio 2006  | Mt. Lemmon Survey |
| 164432 -             | 2006 CF23                | 1 febbraio 2006  | Spacewatch        |
| 164433 -             | 2006 CJ40                | 2 febbraio 2006  | Mt. Lemmon Survey |
| 164434 -             | 2006 CS58                | 5 febbraio 2006  | Mt. Lemmon Survey |
| 164435 -             | 2006 CZ60                | 6 febbraio 2006  | LONEOS            |
| 164436 -             | 2006 CF62                | 13 febbraio 2006 | NEAT              |
| 164437 -             | 2006 CP65                | 1 febbraio 2006  | Spacewatch        |
| 164438 -             | 2006 DS                  | 20 febbraio 2006 | Spacewatch        |
| 164439 -             | 2006 DM6                 | 20 febbraio 2006 | CSS               |
| 164440 -             | 2006 DK14                | 22 febbraio 2006 | CSS               |
| 164441 -             | 2006 DX22                | 20 febbraio 2006 | Spacewatch        |
| 164442 -             | 2006 DR31                | 20 febbraio 2006 | Mt. Lemmon Survey |
| 164443 -             | 2006 DH35                | 20 febbraio 2006 | Spacewatch        |
| 164444 -             | 2006 DZ38                | 21 febbraio 2006 | Spacewatch        |
| 164445 -             | 2006 DC39                | 21 febbraio 2006 | Mt. Lemmon Survey |
| 164446 -             | 2006 DO41                | 23 febbraio 2006 | LONEOS            |
| 164447 -             | 2006 DD44                | 20 febbraio 2006 | CSS               |
| 164448 -             | 2006 DX46                | 20 febbraio 2006 | Spacewatch        |
| 164449 -             | 2006 DJ57                | 24 febbraio 2006 | CSS               |
| 164450 -             | 2006 DZ57                | 24 febbraio 2006 | Mt. Lemmon Survey |
| 164451 -             | 2006 DW60                | 24 febbraio 2006 | Spacewatch        |
| 164452 -             | 2006 DF62                | 22 febbraio 2006 | LINEAR            |
| 164453 -             | 2006 DH65                | 20 febbraio 2006 | CSS               |
| 164454 -             | 2006 DM65                | 21 febbraio 2006 | CSS               |
| 164455 -             | 2006 DY66                | 22 febbraio 2006 | LONEOS            |
| 164456 -             | 2006 DG88                | 24 febbraio 2006 | Spacewatch        |
| 164457 -             | 2006 DN89                | 24 febbraio 2006 | Spacewatch        |
| 164458 -             | 2006 DN91                | 24 febbraio 2006 | Spacewatch        |
| 164459 -             | 2006 DX97                | 24 febbraio 2006 | Spacewatch        |
| 164460 -             | 2006 DS113               | 27 febbraio 2006 | Spacewatch        |
| 164461 -             | 2006 DR129               | 25 febbraio 2006 | Spacewatch        |
| 164462 -             | 2006 DW148               | 25 febbraio 2006 | Spacewatch        |
| 164463 -             | 2006 DE152               | 25 febbraio 2006 | Spacewatch        |
| 164464 -             | 2006 DE153               | 25 febbraio 2006 | Spacewatch        |
| 164465 -             | 2006 DX153               | 25 febbraio 2006 | Spacewatch        |
| 164466 -             | 2006 DS156               | 27 febbraio 2006 | Spacewatch        |
| 164467 -             | 2006 DN193               | 27 febbraio 2006 | Spacewatch        |
| 164468 -             | 2006 DS197               | 24 febbraio 2006 | NEAT              |
| 164469 -             | 2006 DC199               | 28 febbraio 2006 | LINEAR            |
| 164470 -             | 2006 DN200               | 24 febbraio 2006 | NEAT              |
| 164471 -             | 2006 DP207               | 25 febbraio 2006 | Mt. Lemmon Survey |
| 164472 -             | 2006 DE210               | 20 febbraio 2006 | Spacewatch        |
| 164473 -             | 2006 EV1                 | 3 marzo 2006     | Nyukasa           |
| 164474 -             | 2006 EB16                | 2 marzo 2006     | Spacewatch        |
| 164475 -             | 2006 EV19                | 2 marzo 2006     | Spacewatch        |
| 164476 -             | 2006 EM25                | 3 marzo 2006     | Spacewatch        |
| 164477 -             | 2006 EF30                | 3 marzo 2006     | LINEAR            |
| 164478 -             | 2006 FO8                 | 23 marzo 2006    | Mt. Lemmon Survey |
| 164479 -             | 2006 FT15                | 23 marzo 2006    | Spacewatch        |
| 164480 -             | 2006 FZ21                | 24 marzo 2006    | Mt. Lemmon Survey |
| 164481 -             | 2006 FN23                | 24 marzo 2006    | Spacewatch        |
| 164482 -             | 2006 FG24                | 24 marzo 2006    | Spacewatch        |
| 164483 -             | 2006 FV26                | 24 marzo 2006    | LINEAR            |
| 164484 -             | 2006 FO31                | 25 marzo 2006    | Spacewatch        |
| 164485 -             | 2006 FV32                | 25 marzo 2006    | Spacewatch        |
| 164486 -             | 2006 FR34                | 25 marzo 2006    | NEAT              |
| 164487 -             | 2006 FB35                | 23 marzo 2006    | CSS               |
| 164488 -             | 2006 FP40                | 26 marzo 2006    | Spacewatch        |
| 164489 -             | 2006 FR41                | 26 marzo 2006    | Mt. Lemmon Survey |
| 164490 -             | 2006 FD45                | 24 marzo 2006    | Mt. Lemmon Survey |
| 164491 -             | 2006 FB46                | 25 marzo 2006    | NEAT              |
| 164492 -             | 2006 FS49                | 25 marzo 2006    | CSS               |
| 164493 -             | 2006 FF50                | 23 marzo 2006    | CSS               |
| 164494 -             | 2006 FY52                | 26 marzo 2006    | Mt. Lemmon Survey |
| 164495 -             | 2006 FG53                | 25 marzo 2006    | Spacewatch        |
| 164496 -             | 2006 GD14                | 2 aprile 2006    | Spacewatch        |
| 164497 -             | 2006 GR27                | 2 aprile 2006    | Spacewatch        |
| 164498 -             | 2006 GP29                | 2 aprile 2006    | Spacewatch        |
| 164499 -             | 2006 GO34                | 7 aprile 2006    | CSS               |
| 164500 -             | 2006 GZ34                | 7 aprile 2006    | Spacewatch        |

## 164501-164600
| Nome              | Designazione provvisoria | Data di scoperta  | Scopritore                                                |
| ----------------- | ------------------------ | ----------------- | --------------------------------------------------------- |
| 164501 -          | 2006 GK35                | 7 aprile 2006     | CSS                                                       |
| 164502 -          | 2006 GM35                | 7 aprile 2006     | CSS                                                       |
| 164503 -          | 2006 GY38                | 7 aprile 2006     | LINEAR                                                    |
| 164504 -          | 2006 GT41                | 7 aprile 2006     | LONEOS                                                    |
| 164505 -          | 2006 GP44                | 2 aprile 2006     | Mt. Lemmon Survey                                         |
| 164506 -          | 2006 GO45                | 7 aprile 2006     | LINEAR                                                    |
| 164507 -          | 2006 GU45                | 8 aprile 2006     | Spacewatch                                                |
| 164508 -          | 2006 GH51                | 5 aprile 2006     | Siding Spring Survey                                      |
| 164509 -          | 2006 GH53                | 2 aprile 2006     | CSS                                                       |
| 164510 -          | 2006 GB54                | 2 aprile 2006     | Mt. Lemmon Survey                                         |
| 164511 -          | 2006 HO1                 | 18 aprile 2006    | CSS                                                       |
| 164512 -          | 2006 HG2                 | 18 aprile 2006    | NEAT                                                      |
| 164513 -          | 2006 HT7                 | 19 aprile 2006    | NEAT                                                      |
| 164514 -          | 2006 HS10                | 19 aprile 2006    | Spacewatch                                                |
| 164515 -          | 2006 HR13                | 19 aprile 2006    | LONEOS                                                    |
| 164516 -          | 2006 HT13                | 19 aprile 2006    | NEAT                                                      |
| 164517 -          | 2006 HZ16                | 20 aprile 2006    | Spacewatch                                                |
| 164518 Patoche    | 2006 HN18                | 19 aprile 2006    | Christophe, B.                                            |
| 164519 -          | 2006 HP24                | 20 aprile 2006    | Spacewatch                                                |
| 164520 -          | 2006 HX28                | 21 aprile 2006    | CSS                                                       |
| 164521 -          | 2006 HC36                | 20 aprile 2006    | Spacewatch                                                |
| 164522 -          | 2006 HU43                | 24 aprile 2006    | Mt. Lemmon Survey                                         |
| 164523 -          | 2006 HF47                | 21 aprile 2006    | CSS                                                       |
| 164524 -          | 2006 HR60                | 27 aprile 2006    | LINEAR                                                    |
| 164525 -          | 2006 HF63                | 24 aprile 2006    | Spacewatch                                                |
| 164526 -          | 2006 HA64                | 24 aprile 2006    | Spacewatch                                                |
| 164527 -          | 2006 HT65                | 24 aprile 2006    | Spacewatch                                                |
| 164528 -          | 2006 HB69                | 24 aprile 2006    | Mt. Lemmon Survey                                         |
| 164529 -          | 2006 HS86                | 28 aprile 2006    | LINEAR                                                    |
| 164530 -          | 2006 HO89                | 21 aprile 2006    | CSS                                                       |
| 164531 -          | 2006 HX94                | 30 aprile 2006    | Spacewatch                                                |
| 164532 -          | 2006 HD97                | 30 aprile 2006    | Spacewatch                                                |
| 164533 -          | 2006 HK99                | 30 aprile 2006    | Spacewatch                                                |
| 164534 -          | 2006 HJ110               | 26 aprile 2006    | LINEAR                                                    |
| 164535 -          | 2006 HA128               | 25 aprile 2006    | NEAT                                                      |
| 164536 Davehinson | 2006 HF150               | 27 aprile 2006    | Buie, M. W.                                               |
| 164537 -          | 2006 JF5                 | 3 maggio 2006     | Mt. Lemmon Survey                                         |
| 164538 -          | 2006 JC6                 | 2 maggio 2006     | Nyukasa                                                   |
| 164539 -          | 2006 JQ8                 | 1 maggio 2006     | Spacewatch                                                |
| 164540 -          | 2006 JR8                 | 1 maggio 2006     | Spacewatch                                                |
| 164541 -          | 2006 JR10                | 1 maggio 2006     | Spacewatch                                                |
| 164542 -          | 2006 JO15                | 2 maggio 2006     | Mt. Lemmon Survey                                         |
| 164543 -          | 2006 JK19                | 2 maggio 2006     | Mt. Lemmon Survey                                         |
| 164544 -          | 2006 JU29                | 3 maggio 2006     | Spacewatch                                                |
| 164545 -          | 2006 JU30                | 3 maggio 2006     | Mt. Lemmon Survey                                         |
| 164546 -          | 2006 JY39                | 6 maggio 2006     | Mt. Lemmon Survey                                         |
| 164547 -          | 2006 JY43                | 6 maggio 2006     | Spacewatch                                                |
| 164548 -          | 2006 JC48                | 5 maggio 2006     | LONEOS                                                    |
| 164549 -          | 2006 JE58                | 6 maggio 2006     | Siding Spring Survey                                      |
| 164550 -          | 2006 KP                  | 17 maggio 2006    | NEAT                                                      |
| 164551 -          | 2006 KM1                 | 19 maggio 2006    | Broughton, J.                                             |
| 164552 -          | 2006 KJ6                 | 19 maggio 2006    | Mt. Lemmon Survey                                         |
| 164553 -          | 2006 KW7                 | 19 maggio 2006    | Mt. Lemmon Survey                                         |
| 164554 -          | 2006 KU9                 | 19 maggio 2006    | CSS                                                       |
| 164555 -          | 2006 KZ16                | 20 maggio 2006    | CSS                                                       |
| 164556 -          | 2006 KN17                | 20 maggio 2006    | NEAT                                                      |
| 164557 -          | 2006 KQ22                | 20 maggio 2006    | CSS                                                       |
| 164558 -          | 2006 KA27                | 20 maggio 2006    | CSS                                                       |
| 164559 -          | 2006 KJ42                | 20 maggio 2006    | Spacewatch                                                |
| 164560 -          | 2006 KW45                | 21 maggio 2006    | Mt. Lemmon Survey                                         |
| 164561 -          | 2006 KZ47                | 21 maggio 2006    | Spacewatch                                                |
| 164562 -          | 2006 KB50                | 21 maggio 2006    | Spacewatch                                                |
| 164563 -          | 2006 KO52                | 21 maggio 2006    | Spacewatch                                                |
| 164564 -          | 2006 KY52                | 21 maggio 2006    | Spacewatch                                                |
| 164565 -          | 2006 KE59                | 22 maggio 2006    | Spacewatch                                                |
| 164566 -          | 2006 KL68                | 20 maggio 2006    | Mt. Lemmon Survey                                         |
| 164567 -          | 2006 KL73                | 23 maggio 2006    | Spacewatch                                                |
| 164568 -          | 2006 KU82                | 19 maggio 2006    | Mt. Lemmon Survey                                         |
| 164569 -          | 2006 KX82                | 19 maggio 2006    | Mt. Lemmon Survey                                         |
| 164570 -          | 2006 KP91                | 25 maggio 2006    | Spacewatch                                                |
| 164571 -          | 2006 KB108               | 31 maggio 2006    | Mt. Lemmon Survey                                         |
| 164572 -          | 2006 KD122               | 24 maggio 2006    | NEAT                                                      |
| 164573 -          | 2006 KK122               | 28 maggio 2006    | LINEAR                                                    |
| 164574 -          | 2006 MQ4                 | 17 giugno 2006    | Spacewatch                                                |
| 164575 -          | 2006 MF9                 | 19 giugno 2006    | Mt. Lemmon Survey                                         |
| 164576 -          | 2006 SV28                | 17 settembre 2006 | Spacewatch                                                |
| 164577 -          | 2006 SQ124               | 19 settembre 2006 | CSS                                                       |
| 164578 -          | 2006 SW159               | 23 settembre 2006 | Spacewatch                                                |
| 164579 -          | 2006 SW353               | 30 settembre 2006 | CSS                                                       |
| 164580 -          | 2006 SN356               | 30 settembre 2006 | CSS                                                       |
| 164581 -          | 2006 TF47                | 12 ottobre 2006   | Spacewatch                                                |
| 164582 -          | 2006 WU193               | 27 novembre 2006  | Mt. Lemmon Survey                                         |
| 164583 -          | 2007 BO27                | 24 gennaio 2007   | CSS                                                       |
| 164584 -          | 2007 DG10                | 17 febbraio 2007  | Spacewatch                                                |
| 164585 Oenomaos   | 2007 ND2                 | 13 luglio 2007    | Kocher, P.                                                |
| 164586 Arlette    | 2007 NL4                 | 14 luglio 2007    | Kocher, P.                                                |
| 164587 Taesch     | 2007 OS                  | 17 luglio 2007    | Rinner, C.                                                |
| 164588 -          | 2007 PP                  | 3 agosto 2007     | Eskridge                                                  |
| 164589 La Sagra   | 2007 PC11                | 11 agosto 2007    | OAM                                                       |
| 164590 -          | 2007 PF25                | 11 agosto 2007    | Broughton, J.                                             |
| 164591 -          | 2569 P-L                 | 24 settembre 1960 | van Houten, C. J., van Houten-Groeneveld, I., Gehrels, T. |
| 164592 -          | 2761 P-L                 | 24 settembre 1960 | van Houten, C. J., van Houten-Groeneveld, I., Gehrels, T. |
| 164593 -          | 4114 P-L                 | 24 settembre 1960 | van Houten, C. J., van Houten-Groeneveld, I., Gehrels, T. |
| 164594 -          | 4144 P-L                 | 24 settembre 1960 | van Houten, C. J., van Houten-Groeneveld, I., Gehrels, T. |
| 164595 -          | 4791 P-L                 | 24 settembre 1960 | van Houten, C. J., van Houten-Groeneveld, I., Gehrels, T. |
| 164596 -          | 4802 P-L                 | 24 settembre 1960 | van Houten, C. J., van Houten-Groeneveld, I., Gehrels, T. |
| 164597 -          | 6025 P-L                 | 24 settembre 1960 | van Houten, C. J., van Houten-Groeneveld, I., Gehrels, T. |
| 164598 -          | 6252 P-L                 | 24 settembre 1960 | van Houten, C. J., van Houten-Groeneveld, I., Gehrels, T. |
| 164599 -          | 6366 P-L                 | 24 settembre 1960 | van Houten, C. J., van Houten-Groeneveld, I., Gehrels, T. |
| 164600 -          | 1060 T-2                 | 29 settembre 1973 | van Houten, C. J., van Houten-Groeneveld, I., Gehrels, T. |

## 164601-164700
| Nome     | Designazione provvisoria | Data di scoperta  | Scopritore                                                |
| -------- | ------------------------ | ----------------- | --------------------------------------------------------- |
| 164601 - | 1123 T-2                 | 29 settembre 1973 | van Houten, C. J., van Houten-Groeneveld, I., Gehrels, T. |
| 164602 - | 1301 T-2                 | 29 settembre 1973 | van Houten, C. J., van Houten-Groeneveld, I., Gehrels, T. |
| 164603 - | 1422 T-2                 | 29 settembre 1973 | van Houten, C. J., van Houten-Groeneveld, I., Gehrels, T. |
| 164604 - | 2054 T-2                 | 29 settembre 1973 | van Houten, C. J., van Houten-Groeneveld, I., Gehrels, T. |
| 164605 - | 4097 T-2                 | 29 settembre 1973 | van Houten, C. J., van Houten-Groeneveld, I., Gehrels, T. |
| 164606 - | 3167 T-3                 | 16 ottobre 1977   | van Houten, C. J., van Houten-Groeneveld, I., Gehrels, T. |
| 164607 - | 3273 T-3                 | 16 ottobre 1977   | van Houten, C. J., van Houten-Groeneveld, I., Gehrels, T. |
| 164608 - | 3307 T-3                 | 16 ottobre 1977   | van Houten, C. J., van Houten-Groeneveld, I., Gehrels, T. |
| 164609 - | 3829 T-3                 | 16 ottobre 1977   | van Houten, C. J., van Houten-Groeneveld, I., Gehrels, T. |
| 164610 - | 3840 T-3                 | 16 ottobre 1977   | van Houten, C. J., van Houten-Groeneveld, I., Gehrels, T. |
| 164611 - | 4066 T-3                 | 16 ottobre 1977   | van Houten, C. J., van Houten-Groeneveld, I., Gehrels, T. |
| 164612 - | 5693 T-3                 | 16 ottobre 1977   | van Houten, C. J., van Houten-Groeneveld, I., Gehrels, T. |
| 164613 - | 1981 EQ38                | 1 marzo 1981      | Bus, S. J.                                                |
| 164614 - | 1981 EJ41                | 2 marzo 1981      | Bus, S. J.                                                |
| 164615 - | 1981 RU7                 | 3 settembre 1981  | Bus, S. J.                                                |
| 164616 - | 1986 WV8                 | 30 novembre 1986  | Kosai, H., Hurukawa, K.                                   |
| 164617 - | 1990 RP7                 | 13 settembre 1990 | Debehogne, H.                                             |
| 164618 - | 1991 VX11                | 8 novembre 1991   | Spacewatch                                                |
| 164619 - | 1992 EF4                 | 1 marzo 1992      | UESAC                                                     |
| 164620 - | 1992 RA3                 | 2 settembre 1992  | Elst, E. W.                                               |
| 164621 - | 1992 SC4                 | 24 settembre 1992 | Spacewatch                                                |
| 164622 - | 1993 FN5                 | 17 marzo 1993     | UESAC                                                     |
| 164623 - | 1993 FR38                | 19 marzo 1993     | UESAC                                                     |
| 164624 - | 1993 FK44                | 19 marzo 1993     | UESAC                                                     |
| 164625 - | 1993 TC15                | 9 ottobre 1993    | Elst, E. W.                                               |
| 164626 - | 1993 TL41                | 9 ottobre 1993    | Elst, E. W.                                               |
| 164627 - | 1993 UT7                 | 20 ottobre 1993   | Elst, E. W.                                               |
| 164628 - | 1993 UX7                 | 20 ottobre 1993   | Elst, E. W.                                               |
| 164629 - | 1994 AB13                | 11 gennaio 1994   | Spacewatch                                                |
| 164630 - | 1994 PO6                 | 10 agosto 1994    | Elst, E. W.                                               |
| 164631 - | 1994 RF9                 | 12 settembre 1994 | Spacewatch                                                |
| 164632 - | 1994 RM14                | 3 settembre 1994  | Elst, E. W.                                               |
| 164633 - | 1994 SW4                 | 28 settembre 1994 | Spacewatch                                                |
| 164634 - | 1994 UB6                 | 28 ottobre 1994   | Spacewatch                                                |
| 164635 - | 1994 WW8                 | 28 novembre 1994  | Spacewatch                                                |
| 164636 - | 1995 BR8                 | 29 gennaio 1995   | Spacewatch                                                |
| 164637 - | 1995 CC10                | 4 febbraio 1995   | Spacewatch                                                |
| 164638 - | 1995 FW17                | 29 marzo 1995     | Spacewatch                                                |
| 164639 - | 1995 FZ18                | 29 marzo 1995     | Spacewatch                                                |
| 164640 - | 1995 GN4                 | 5 aprile 1995     | Spacewatch                                                |
| 164641 - | 1995 MK4                 | 29 giugno 1995    | Spacewatch                                                |
| 164642 - | 1995 SJ7                 | 17 settembre 1995 | Spacewatch                                                |
| 164643 - | 1995 SU12                | 18 settembre 1995 | Spacewatch                                                |
| 164644 - | 1995 SH14                | 18 settembre 1995 | Spacewatch                                                |
| 164645 - | 1995 SS65                | 26 settembre 1995 | Spacewatch                                                |
| 164646 - | 1995 SU86                | 26 settembre 1995 | Spacewatch                                                |
| 164647 - | 1995 UX25                | 20 ottobre 1995   | Spacewatch                                                |
| 164648 - | 1995 UG33                | 21 ottobre 1995   | Spacewatch                                                |
| 164649 - | 1995 VA18                | 15 novembre 1995  | Spacewatch                                                |
| 164650 - | 1995 WT36                | 21 novembre 1995  | Spacewatch                                                |
| 164651 - | 1996 AM7                 | 12 gennaio 1996   | Spacewatch                                                |
| 164652 - | 1996 AD13                | 15 gennaio 1996   | Spacewatch                                                |
| 164653 - | 1996 FS14                | 19 marzo 1996     | Spacewatch                                                |
| 164654 - | 1996 GM16                | 14 aprile 1996    | Spacewatch                                                |
| 164655 - | 1996 HR1                 | 22 aprile 1996    | AMOS                                                      |
| 164656 - | 1996 RP5                 | 15 settembre 1996 | Beijing Schmidt CCD Asteroid Program                      |
| 164657 - | 1996 RU6                 | 5 settembre 1996  | Spacewatch                                                |
| 164658 - | 1996 RG9                 | 7 settembre 1996  | Spacewatch                                                |
| 164659 - | 1996 RT13                | 8 settembre 1996  | Spacewatch                                                |
| 164660 - | 1996 RE16                | 13 settembre 1996 | Spacewatch                                                |
| 164661 - | 1996 ST7                 | 17 settembre 1996 | Beijing Schmidt CCD Asteroid Program                      |
| 164662 - | 1996 TC9                 | 13 ottobre 1996   | Dillon, W. G., Pepper, R.                                 |
| 164663 - | 1996 TQ13                | 5 ottobre 1996    | Beijing Schmidt CCD Asteroid Program                      |
| 164664 - | 1996 TH17                | 4 ottobre 1996    | Spacewatch                                                |
| 164665 - | 1996 TO20                | 5 ottobre 1996    | Spacewatch                                                |
| 164666 - | 1996 TB30                | 7 ottobre 1996    | Spacewatch                                                |
| 164667 - | 1996 TA36                | 11 ottobre 1996   | Spacewatch                                                |
| 164668 - | 1996 TP56                | 2 ottobre 1996    | Elst, E. W.                                               |
| 164669 - | 1996 VJ23                | 10 novembre 1996  | Spacewatch                                                |
| 164670 - | 1996 XM6                 | 3 dicembre 1996   | Shimizu, Y., Urata, T.                                    |
| 164671 - | 1996 XC12                | 4 dicembre 1996   | Spacewatch                                                |
| 164672 - | 1996 XX29                | 14 dicembre 1996  | Spacewatch                                                |
| 164673 - | 1997 BR4                 | 31 gennaio 1997   | Spacewatch                                                |
| 164674 - | 1997 EV4                 | 2 marzo 1997      | Spacewatch                                                |
| 164675 - | 1997 EK5                 | 4 marzo 1997      | Spacewatch                                                |
| 164676 - | 1997 EL7                 | 2 marzo 1997      | Osservatorio San Vittore                                  |
| 164677 - | 1997 GA4                 | 8 aprile 1997     | Klet                                                      |
| 164678 - | 1997 GR4                 | 7 aprile 1997     | Spacewatch                                                |
| 164679 - | 1997 GJ12                | 3 aprile 1997     | LINEAR                                                    |
| 164680 - | 1997 GO20                | 5 aprile 1997     | LINEAR                                                    |
| 164681 - | 1997 KA1                 | 27 maggio 1997    | ODAS                                                      |
| 164682 - | 1997 LQ1                 | 1 giugno 1997     | Spacewatch                                                |
| 164683 - | 1997 LH3                 | 5 giugno 1997     | Spacewatch                                                |
| 164684 - | 1997 LS4                 | 7 giugno 1997     | Spacewatch                                                |
| 164685 - | 1997 LH13                | 7 giugno 1997     | Elst, E. W.                                               |
| 164686 - | 1997 MW5                 | 26 giugno 1997    | Spacewatch                                                |
| 164687 - | 1997 ME6                 | 26 giugno 1997    | Spacewatch                                                |
| 164688 - | 1997 SO1                 | 21 settembre 1997 | Šarounová, L.                                             |
| 164689 - | 1997 SC7                 | 23 settembre 1997 | Spacewatch                                                |
| 164690 - | 1997 SH8                 | 23 settembre 1997 | Spacewatch                                                |
| 164691 - | 1997 SH14                | 28 settembre 1997 | Spacewatch                                                |
| 164692 - | 1997 TM21                | 4 ottobre 1997    | Spacewatch                                                |
| 164693 - | 1997 TC24                | 11 ottobre 1997   | Spacewatch                                                |
| 164694 - | 1997 UC16                | 23 ottobre 1997   | Spacewatch                                                |
| 164695 - | 1997 UJ16                | 23 ottobre 1997   | Spacewatch                                                |
| 164696 - | 1997 WB8                 | 23 novembre 1997  | Sato, N.                                                  |
| 164697 - | 1997 WS28                | 28 novembre 1997  | Spacewatch                                                |
| 164698 - | 1997 WA47                | 26 novembre 1997  | LINEAR                                                    |
| 164699 - | 1997 XV6                 | 5 dicembre 1997   | ODAS                                                      |
| 164700 - | 1998 AO4                 | 6 gennaio 1998    | Spacewatch                                                |

## 164701-164800
| Nome            | Designazione provvisoria | Data di scoperta  | Scopritore                           |
| --------------- | ------------------------ | ----------------- | ------------------------------------ |
| 164701 Horanyi  | 1998 AX9                 | 7 gennaio 1998    | Buie, M. W.                          |
| 164702 -        | 1998 BH6                 | 22 gennaio 1998   | Spacewatch                           |
| 164703 -        | 1998 BN20                | 22 gennaio 1998   | Spacewatch                           |
| 164704 -        | 1998 BF31                | 26 gennaio 1998   | Spacewatch                           |
| 164705 -        | 1998 DE2                 | 17 febbraio 1998  | Spacewatch                           |
| 164706 -        | 1998 DJ19                | 24 febbraio 1998  | Spacewatch                           |
| 164707 -        | 1998 DE27                | 26 febbraio 1998  | Spacewatch                           |
| 164708 -        | 1998 FX7                 | 20 marzo 1998     | Spacewatch                           |
| 164709 -        | 1998 FC10                | 24 marzo 1998     | ODAS                                 |
| 164710 -        | 1998 FW24                | 20 marzo 1998     | LINEAR                               |
| 164711 -        | 1998 FD42                | 20 marzo 1998     | LINEAR                               |
| 164712 -        | 1998 FM58                | 20 marzo 1998     | LINEAR                               |
| 164713 -        | 1998 FK61                | 20 marzo 1998     | LINEAR                               |
| 164714 -        | 1998 FN91                | 24 marzo 1998     | LINEAR                               |
| 164715 -        | 1998 FZ139               | 28 marzo 1998     | LINEAR                               |
| 164716 -        | 1998 GH                  | 2 aprile 1998     | LINEAR                               |
| 164717 -        | 1998 GN1                 | 6 aprile 1998     | Klet                                 |
| 164718 -        | 1998 HM4                 | 21 aprile 1998    | LINEAR                               |
| 164719 -        | 1998 HZ6                 | 21 aprile 1998    | LINEAR                               |
| 164720 -        | 1998 KT24                | 22 maggio 1998    | LINEAR                               |
| 164721 -        | 1998 QO24                | 17 agosto 1998    | LINEAR                               |
| 164722 -        | 1998 QN68                | 24 agosto 1998    | LINEAR                               |
| 164723 -        | 1998 QW71                | 24 agosto 1998    | LINEAR                               |
| 164724 -        | 1998 QM78                | 24 agosto 1998    | LINEAR                               |
| 164725 -        | 1998 QF98                | 28 agosto 1998    | LINEAR                               |
| 164726 -        | 1998 QE107               | 19 agosto 1998    | Beijing Schmidt CCD Asteroid Program |
| 164727 -        | 1998 RH5                 | 15 settembre 1998 | ODAS                                 |
| 164728 -        | 1998 RH12                | 14 settembre 1998 | Spacewatch                           |
| 164729 -        | 1998 RT49                | 14 settembre 1998 | LINEAR                               |
| 164730 -        | 1998 RA55                | 14 settembre 1998 | LINEAR                               |
| 164731 -        | 1998 RK64                | 14 settembre 1998 | LINEAR                               |
| 164732 -        | 1998 RE69                | 14 settembre 1998 | LINEAR                               |
| 164733 -        | 1998 RE70                | 14 settembre 1998 | LINEAR                               |
| 164734 -        | 1998 SE21                | 21 settembre 1998 | Spacewatch                           |
| 164735 -        | 1998 SY24                | 18 settembre 1998 | LONEOS                               |
| 164736 -        | 1998 SJ40                | 24 settembre 1998 | Spacewatch                           |
| 164737 -        | 1998 ST47                | 26 settembre 1998 | Spacewatch                           |
| 164738 -        | 1998 SP84                | 26 settembre 1998 | LINEAR                               |
| 164739 -        | 1998 SF103               | 26 settembre 1998 | LINEAR                               |
| 164740 -        | 1998 SJ106               | 26 settembre 1998 | LINEAR                               |
| 164741 -        | 1998 SH113               | 26 settembre 1998 | LINEAR                               |
| 164742 -        | 1998 SS138               | 26 settembre 1998 | LINEAR                               |
| 164743 -        | 1998 SD156               | 26 settembre 1998 | LINEAR                               |
| 164744 -        | 1998 SN162               | 26 settembre 1998 | LINEAR                               |
| 164745 -        | 1998 TU8                 | 12 ottobre 1998   | Spacewatch                           |
| 164746 -        | 1998 TF11                | 13 ottobre 1998   | Spacewatch                           |
| 164747 -        | 1998 TP20                | 13 ottobre 1998   | Spacewatch                           |
| 164748 -        | 1998 TC22                | 13 ottobre 1998   | Spacewatch                           |
| 164749 -        | 1998 TP22                | 13 ottobre 1998   | Spacewatch                           |
| 164750 -        | 1998 TW29                | 14 ottobre 1998   | Beijing Schmidt CCD Asteroid Program |
| 164751 -        | 1998 UW3                 | 20 ottobre 1998   | ODAS                                 |
| 164752 -        | 1998 UR17                | 18 ottobre 1998   | Beijing Schmidt CCD Asteroid Program |
| 164753 -        | 1998 UJ41                | 28 ottobre 1998   | LINEAR                               |
| 164754 -        | 1998 VQ10                | 10 novembre 1998  | LINEAR                               |
| 164755 -        | 1998 VK27                | 10 novembre 1998  | LINEAR                               |
| 164756 -        | 1998 VR35                | 9 novembre 1998   | Beijing Schmidt CCD Asteroid Program |
| 164757 -        | 1998 VY35                | 12 novembre 1998  | Beijing Schmidt CCD Asteroid Program |
| 164758 -        | 1998 VN37                | 10 novembre 1998  | LINEAR                               |
| 164759 -        | 1998 VR56                | 11 novembre 1998  | LONEOS                               |
| 164760 -        | 1998 WX2                 | 17 novembre 1998  | ODAS                                 |
| 164761 -        | 1998 WU6                 | 24 novembre 1998  | Cooney Jr., W. R., Motl, P. M.       |
| 164762 -        | 1998 WX27                | 18 novembre 1998  | Spacewatch                           |
| 164763 -        | 1998 WH29                | 23 novembre 1998  | Spacewatch                           |
| 164764 -        | 1998 XK1                 | 7 dicembre 1998   | ODAS                                 |
| 164765 -        | 1998 XM1                 | 7 dicembre 1998   | ODAS                                 |
| 164766 -        | 1998 XQ13                | 15 dicembre 1998  | ODAS                                 |
| 164767 -        | 1998 YK4                 | 18 dicembre 1998  | Zoltowski, F. B.                     |
| 164768 -        | 1998 YE22                | 26 dicembre 1998  | Spacewatch                           |
| 164769 -        | 1999 AG38                | 9 gennaio 1999    | Beijing Schmidt CCD Asteroid Program |
| 164770 -        | 1999 BN18                | 16 gennaio 1999   | LINEAR                               |
| 164771 -        | 1999 CB5                 | 12 febbraio 1999  | Urata, T.                            |
| 164772 -        | 1999 CV33                | 10 febbraio 1999  | LINEAR                               |
| 164773 -        | 1999 CW48                | 10 febbraio 1999  | LINEAR                               |
| 164774 -        | 1999 CA95                | 10 febbraio 1999  | LINEAR                               |
| 164775 -        | 1999 CJ124               | 11 febbraio 1999  | LINEAR                               |
| 164776 -        | 1999 CJ133               | 7 febbraio 1999   | Spacewatch                           |
| 164777 -        | 1999 CD142               | 10 febbraio 1999  | Spacewatch                           |
| 164778 -        | 1999 CD149               | 13 febbraio 1999  | Spacewatch                           |
| 164779 -        | 1999 CN157               | 8 febbraio 1999   | Spacewatch                           |
| 164780 -        | 1999 CH159               | 8 febbraio 1999   | Spacewatch                           |
| 164781 -        | 1999 DA4                 | 20 febbraio 1999  | Tucker, R. A.                        |
| 164782 -        | 1999 DK4                 | 16 febbraio 1999  | Ondrejov                             |
| 164783 -        | 1999 EZ1                 | 9 marzo 1999      | Spacewatch                           |
| 164784 -        | 1999 EJ11                | 15 marzo 1999     | Spacewatch                           |
| 164785 -        | 1999 ES14                | 14 marzo 1999     | Spacewatch                           |
| 164786 -        | 1999 FZ1                 | 16 marzo 1999     | Spacewatch                           |
| 164787 -        | 1999 FE11                | 17 marzo 1999     | Spacewatch                           |
| 164788 -        | 1999 FN12                | 18 marzo 1999     | Spacewatch                           |
| 164789 -        | 1999 FV18                | 22 marzo 1999     | LONEOS                               |
| 164790 -        | 1999 FY35                | 20 marzo 1999     | LINEAR                               |
| 164791 Nicinski | 1999 FJ70                | 20 marzo 1999     | Sloan Digital Sky Survey             |
| 164792 Owen     | 1999 FD78                | 20 marzo 1999     | Sloan Digital Sky Survey             |
| 164793 -        | 1999 GO7                 | 7 aprile 1999     | LONEOS                               |
| 164794 -        | 1999 GO10                | 11 aprile 1999    | Spacewatch                           |
| 164795 -        | 1999 GW10                | 11 aprile 1999    | Spacewatch                           |
| 164796 -        | 1999 GX13                | 14 aprile 1999    | Spacewatch                           |
| 164797 -        | 1999 GJ24                | 6 aprile 1999     | LINEAR                               |
| 164798 -        | 1999 JC1                 | 7 maggio 1999     | CSS                                  |
| 164799 -        | 1999 JV26                | 10 maggio 1999    | LINEAR                               |
| 164800 -        | 1999 JE32                | 10 maggio 1999    | LINEAR                               |

## 164801-164900
| Nome     | Designazione provvisoria | Data di scoperta  | Scopritore |
| -------- | ------------------------ | ----------------- | ---------- |
| 164801 - | 1999 JH42                | 10 maggio 1999    | LINEAR     |
| 164802 - | 1999 JU48                | 10 maggio 1999    | LINEAR     |
| 164803 - | 1999 JH65                | 12 maggio 1999    | LINEAR     |
| 164804 - | 1999 JL75                | 9 maggio 1999     | Bickel, W. |
| 164805 - | 1999 JT109               | 13 maggio 1999    | LINEAR     |
| 164806 - | 1999 JA110               | 13 maggio 1999    | LINEAR     |
| 164807 - | 1999 JA114               | 13 maggio 1999    | LINEAR     |
| 164808 - | 1999 JC116               | 13 maggio 1999    | LINEAR     |
| 164809 - | 1999 JH121               | 13 maggio 1999    | LINEAR     |
| 164810 - | 1999 JN124               | 10 maggio 1999    | LINEAR     |
| 164811 - | 1999 JR135               | 7 maggio 1999     | LONEOS     |
| 164812 - | 1999 KT17                | 17 maggio 1999    | CSS        |
| 164813 - | 1999 LC8                 | 8 giugno 1999     | LINEAR     |
| 164814 - | 1999 LR32                | 8 giugno 1999     | Spacewatch |
| 164815 - | 1999 ND62                | 13 luglio 1999    | LINEAR     |
| 164816 - | 1999 PR5                 | 12 agosto 1999    | Spacewatch |
| 164817 - | 1999 QW                  | 17 agosto 1999    | Spacewatch |
| 164818 - | 1999 RR41                | 14 settembre 1999 | Klet       |
| 164819 - | 1999 RL86                | 7 settembre 1999  | LINEAR     |
| 164820 - | 1999 RR89                | 7 settembre 1999  | LINEAR     |
| 164821 - | 1999 RY112               | 9 settembre 1999  | LINEAR     |
| 164822 - | 1999 RV157               | 9 settembre 1999  | LINEAR     |
| 164823 - | 1999 RD171               | 9 settembre 1999  | LINEAR     |
| 164824 - | 1999 RS176               | 9 settembre 1999  | LINEAR     |
| 164825 - | 1999 RT203               | 8 settembre 1999  | LINEAR     |
| 164826 - | 1999 RN208               | 8 settembre 1999  | LINEAR     |
| 164827 - | 1999 RN236               | 8 settembre 1999  | CSS        |
| 164828 - | 1999 TL40                | 5 ottobre 1999    | CSS        |
| 164829 - | 1999 TE45                | 3 ottobre 1999    | Spacewatch |
| 164830 - | 1999 TA49                | 4 ottobre 1999    | Spacewatch |
| 164831 - | 1999 TL52                | 5 ottobre 1999    | Spacewatch |
| 164832 - | 1999 TL55                | 6 ottobre 1999    | Spacewatch |
| 164833 - | 1999 TR62                | 7 ottobre 1999    | Spacewatch |
| 164834 - | 1999 TL64                | 8 ottobre 1999    | Spacewatch |
| 164835 - | 1999 TS67                | 8 ottobre 1999    | Spacewatch |
| 164836 - | 1999 TW75                | 10 ottobre 1999   | Spacewatch |
| 164837 - | 1999 TY81                | 12 ottobre 1999   | Spacewatch |
| 164838 - | 1999 TH83                | 12 ottobre 1999   | Spacewatch |
| 164839 - | 1999 TX86                | 15 ottobre 1999   | Spacewatch |
| 164840 - | 1999 TK88                | 15 ottobre 1999   | LINEAR     |
| 164841 - | 1999 TV112               | 4 ottobre 1999    | LINEAR     |
| 164842 - | 1999 TV133               | 6 ottobre 1999    | LINEAR     |
| 164843 - | 1999 TH138               | 6 ottobre 1999    | LINEAR     |
| 164844 - | 1999 TV143               | 7 ottobre 1999    | LINEAR     |
| 164845 - | 1999 TT149               | 7 ottobre 1999    | LINEAR     |
| 164846 - | 1999 TT152               | 7 ottobre 1999    | LINEAR     |
| 164847 - | 1999 TC153               | 7 ottobre 1999    | LINEAR     |
| 164848 - | 1999 TM156               | 7 ottobre 1999    | LINEAR     |
| 164849 - | 1999 TW163               | 9 ottobre 1999    | LINEAR     |
| 164850 - | 1999 TF171               | 10 ottobre 1999   | LINEAR     |
| 164851 - | 1999 TK171               | 10 ottobre 1999   | LINEAR     |
| 164852 - | 1999 TT174               | 10 ottobre 1999   | LINEAR     |
| 164853 - | 1999 TQ198               | 12 ottobre 1999   | LINEAR     |
| 164854 - | 1999 TK204               | 13 ottobre 1999   | LINEAR     |
| 164855 - | 1999 TO204               | 13 ottobre 1999   | LINEAR     |
| 164856 - | 1999 TJ210               | 14 ottobre 1999   | LINEAR     |
| 164857 - | 1999 TC215               | 15 ottobre 1999   | LINEAR     |
| 164858 - | 1999 TX215               | 15 ottobre 1999   | LINEAR     |
| 164859 - | 1999 TA218               | 15 ottobre 1999   | LINEAR     |
| 164860 - | 1999 TA241               | 4 ottobre 1999    | CSS        |
| 164861 - | 1999 TL260               | 10 ottobre 1999   | LINEAR     |
| 164862 - | 1999 TD262               | 13 ottobre 1999   | LINEAR     |
| 164863 - | 1999 TN269               | 3 ottobre 1999    | LINEAR     |
| 164864 - | 1999 TH272               | 3 ottobre 1999    | LINEAR     |
| 164865 - | 1999 TA273               | 3 ottobre 1999    | LINEAR     |
| 164866 - | 1999 TK278               | 6 ottobre 1999    | LINEAR     |
| 164867 - | 1999 TH287               | 10 ottobre 1999   | LINEAR     |
| 164868 - | 1999 TU309               | 3 ottobre 1999    | Spacewatch |
| 164869 - | 1999 UJ11                | 31 ottobre 1999   | Bickel, W. |
| 164870 - | 1999 UD14                | 29 ottobre 1999   | CSS        |
| 164871 - | 1999 UE20                | 31 ottobre 1999   | Spacewatch |
| 164872 - | 1999 UJ31                | 31 ottobre 1999   | Spacewatch |
| 164873 - | 1999 UO36                | 16 ottobre 1999   | Spacewatch |
| 164874 - | 1999 UL37                | 16 ottobre 1999   | Spacewatch |
| 164875 - | 1999 UA38                | 16 ottobre 1999   | Spacewatch |
| 164876 - | 1999 UB49                | 31 ottobre 1999   | CSS        |
| 164877 - | 1999 UQ49                | 30 ottobre 1999   | CSS        |
| 164878 - | 1999 VA14                | 2 novembre 1999   | LINEAR     |
| 164879 - | 1999 VK18                | 2 novembre 1999   | Spacewatch |
| 164880 - | 1999 VN26                | 3 novembre 1999   | LINEAR     |
| 164881 - | 1999 VT30                | 3 novembre 1999   | LINEAR     |
| 164882 - | 1999 VB42                | 4 novembre 1999   | Spacewatch |
| 164883 - | 1999 VQ65                | 4 novembre 1999   | LINEAR     |
| 164884 - | 1999 VW76                | 5 novembre 1999   | Spacewatch |
| 164885 - | 1999 VU79                | 4 novembre 1999   | LINEAR     |
| 164886 - | 1999 VX81                | 5 novembre 1999   | LINEAR     |
| 164887 - | 1999 VT84                | 6 novembre 1999   | Spacewatch |
| 164888 - | 1999 VK86                | 5 novembre 1999   | LINEAR     |
| 164889 - | 1999 VN93                | 9 novembre 1999   | LINEAR     |
| 164890 - | 1999 VL101               | 9 novembre 1999   | LINEAR     |
| 164891 - | 1999 VD104               | 9 novembre 1999   | LINEAR     |
| 164892 - | 1999 VD106               | 9 novembre 1999   | LINEAR     |
| 164893 - | 1999 VV106               | 9 novembre 1999   | LINEAR     |
| 164894 - | 1999 VR107               | 9 novembre 1999   | LINEAR     |
| 164895 - | 1999 VZ110               | 9 novembre 1999   | LINEAR     |
| 164896 - | 1999 VE116               | 4 novembre 1999   | Spacewatch |
| 164897 - | 1999 VV134               | 10 novembre 1999  | Spacewatch |
| 164898 - | 1999 VM159               | 14 novembre 1999  | LINEAR     |
| 164899 - | 1999 VR162               | 14 novembre 1999  | LINEAR     |
| 164900 - | 1999 VE181               | 9 novembre 1999   | LINEAR     |

## 164901-165000
| Nome     | Designazione provvisoria | Data di scoperta | Scopritore    |
| -------- | ------------------------ | ---------------- | ------------- |
| 164901 - | 1999 VK181               | 9 novembre 1999  | LINEAR        |
| 164902 - | 1999 VT190               | 15 novembre 1999 | LINEAR        |
| 164903 - | 1999 VP225               | 5 novembre 1999  | LINEAR        |
| 164904 - | 1999 WP2                 | 26 novembre 1999 | Korlević, K.  |
| 164905 - | 1999 WU9                 | 30 novembre 1999 | Kobayashi, T. |
| 164906 - | 1999 WY15                | 29 novembre 1999 | Spacewatch    |
| 164907 - | 1999 WL17                | 30 novembre 1999 | Spacewatch    |
| 164908 - | 1999 XC3                 | 4 dicembre 1999  | CSS           |
| 164909 - | 1999 XO4                 | 4 dicembre 1999  | CSS           |
| 164910 - | 1999 XL10                | 5 dicembre 1999  | CSS           |
| 164911 - | 1999 XB13                | 5 dicembre 1999  | LINEAR        |
| 164912 - | 1999 XP15                | 5 dicembre 1999  | Korlević, K.  |
| 164913 - | 1999 XK32                | 6 dicembre 1999  | LINEAR        |
| 164914 - | 1999 XV37                | 7 dicembre 1999  | Sugie, A.     |
| 164915 - | 1999 XC38                | 6 dicembre 1999  | Sposetti, S.  |
| 164916 - | 1999 XV38                | 5 dicembre 1999  | LINEAR        |
| 164917 - | 1999 XF41                | 7 dicembre 1999  | LINEAR        |
| 164918 - | 1999 XR41                | 7 dicembre 1999  | LINEAR        |
| 164919 - | 1999 XD44                | 7 dicembre 1999  | LINEAR        |
| 164920 - | 1999 XL46                | 7 dicembre 1999  | LINEAR        |
| 164921 - | 1999 XW57                | 7 dicembre 1999  | LINEAR        |
| 164922 - | 1999 XZ72                | 7 dicembre 1999  | LINEAR        |
| 164923 - | 1999 XC77                | 7 dicembre 1999  | LINEAR        |
| 164924 - | 1999 XS77                | 7 dicembre 1999  | LINEAR        |
| 164925 - | 1999 XN79                | 7 dicembre 1999  | LINEAR        |
| 164926 - | 1999 XL87                | 7 dicembre 1999  | LINEAR        |
| 164927 - | 1999 XO92                | 7 dicembre 1999  | LINEAR        |
| 164928 - | 1999 XQ99                | 7 dicembre 1999  | LINEAR        |
| 164929 - | 1999 XK102               | 7 dicembre 1999  | LINEAR        |
| 164930 - | 1999 XZ111               | 7 dicembre 1999  | LINEAR        |
| 164931 - | 1999 XO113               | 11 dicembre 1999 | LINEAR        |
| 164932 - | 1999 XW115               | 5 dicembre 1999  | CSS           |
| 164933 - | 1999 XJ124               | 7 dicembre 1999  | CSS           |
| 164934 - | 1999 XV125               | 7 dicembre 1999  | CSS           |
| 164935 - | 1999 XR126               | 7 dicembre 1999  | CSS           |
| 164936 - | 1999 XX128               | 12 dicembre 1999 | LINEAR        |
| 164937 - | 1999 XW145               | 7 dicembre 1999  | Spacewatch    |
| 164938 - | 1999 XU151               | 7 dicembre 1999  | Spacewatch    |
| 164939 - | 1999 XT155               | 8 dicembre 1999  | LINEAR        |
| 164940 - | 1999 XZ155               | 8 dicembre 1999  | LINEAR        |
| 164941 - | 1999 XQ168               | 10 dicembre 1999 | LINEAR        |
| 164942 - | 1999 XE170               | 10 dicembre 1999 | LINEAR        |
| 164943 - | 1999 XS176               | 10 dicembre 1999 | LINEAR        |
| 164944 - | 1999 XU177               | 10 dicembre 1999 | LINEAR        |
| 164945 - | 1999 XD183               | 12 dicembre 1999 | LINEAR        |
| 164946 - | 1999 XF192               | 12 dicembre 1999 | LINEAR        |
| 164947 - | 1999 XN201               | 12 dicembre 1999 | LINEAR        |
| 164948 - | 1999 XQ229               | 7 dicembre 1999  | CSS           |
| 164949 - | 1999 XF231               | 7 dicembre 1999  | CSS           |
| 164950 - | 1999 XC234               | 4 dicembre 1999  | LONEOS        |
| 164951 - | 1999 XM242               | 13 dicembre 1999 | LINEAR        |
| 164952 - | 1999 XM243               | 3 dicembre 1999  | LONEOS        |
| 164953 - | 1999 XP252               | 12 dicembre 1999 | Spacewatch    |
| 164954 - | 1999 YW3                 | 19 dicembre 1999 | LINEAR        |
| 164955 - | 1999 YA11                | 27 dicembre 1999 | Spacewatch    |
| 164956 - | 1999 YZ13                | 27 dicembre 1999 | Spacewatch    |
| 164957 - | 1999 YW22                | 31 dicembre 1999 | LONEOS        |
| 164958 - | 2000 AM3                 | 2 gennaio 2000   | LINEAR        |
| 164959 - | 2000 AS8                 | 2 gennaio 2000   | LINEAR        |
| 164960 - | 2000 AW13                | 3 gennaio 2000   | LINEAR        |
| 164961 - | 2000 AH16                | 3 gennaio 2000   | LINEAR        |
| 164962 - | 2000 AO27                | 3 gennaio 2000   | LINEAR        |
| 164963 - | 2000 AW29                | 3 gennaio 2000   | LINEAR        |
| 164964 - | 2000 AT30                | 3 gennaio 2000   | LINEAR        |
| 164965 - | 2000 AZ39                | 3 gennaio 2000   | LINEAR        |
| 164966 - | 2000 AM44                | 5 gennaio 2000   | Spacewatch    |
| 164967 - | 2000 AO51                | 4 gennaio 2000   | LINEAR        |
| 164968 - | 2000 AS52                | 4 gennaio 2000   | LINEAR        |
| 164969 - | 2000 AK53                | 4 gennaio 2000   | LINEAR        |
| 164970 - | 2000 AV53                | 4 gennaio 2000   | LINEAR        |
| 164971 - | 2000 AV61                | 4 gennaio 2000   | LINEAR        |
| 164972 - | 2000 AM62                | 4 gennaio 2000   | LINEAR        |
| 164973 - | 2000 AU68                | 5 gennaio 2000   | LINEAR        |
| 164974 - | 2000 AO78                | 5 gennaio 2000   | LINEAR        |
| 164975 - | 2000 AO117               | 5 gennaio 2000   | LINEAR        |
| 164976 - | 2000 AJ118               | 5 gennaio 2000   | LINEAR        |
| 164977 - | 2000 AA123               | 5 gennaio 2000   | LINEAR        |
| 164978 - | 2000 AH143               | 5 gennaio 2000   | LINEAR        |
| 164979 - | 2000 AK152               | 8 gennaio 2000   | LINEAR        |
| 164980 - | 2000 AW152               | 8 gennaio 2000   | LINEAR        |
| 164981 - | 2000 AT167               | 8 gennaio 2000   | LINEAR        |
| 164982 - | 2000 AL171               | 7 gennaio 2000   | LINEAR        |
| 164983 - | 2000 AE178               | 7 gennaio 2000   | LINEAR        |
| 164984 - | 2000 AF193               | 8 gennaio 2000   | LINEAR        |
| 164985 - | 2000 AN207               | 3 gennaio 2000   | Spacewatch    |
| 164986 - | 2000 AE219               | 8 gennaio 2000   | Spacewatch    |
| 164987 - | 2000 AE234               | 5 gennaio 2000   | LINEAR        |
| 164988 - | 2000 AK239               | 6 gennaio 2000   | LINEAR        |
| 164989 - | 2000 AE247               | 2 gennaio 2000   | LINEAR        |
| 164990 - | 2000 BB2                 | 27 gennaio 2000  | Spacewatch    |
| 164991 - | 2000 BQ8                 | 29 gennaio 2000  | LINEAR        |
| 164992 - | 2000 BX8                 | 29 gennaio 2000  | LINEAR        |
| 164993 - | 2000 BW9                 | 26 gennaio 2000  | Spacewatch    |
| 164994 - | 2000 BK13                | 29 gennaio 2000  | Spacewatch    |
| 164995 - | 2000 BR16                | 30 gennaio 2000  | LINEAR        |
| 164996 - | 2000 BS17                | 30 gennaio 2000  | LINEAR        |
| 164997 - | 2000 BW24                | 29 gennaio 2000  | LINEAR        |
| 164998 - | 2000 BO25                | 30 gennaio 2000  | LINEAR        |
| 164999 - | 2000 BS25                | 30 gennaio 2000  | LINEAR        |
| 165000 - | 2000 BS31                | 27 gennaio 2000  | Spacewatch    |